# Skärgöl (Ramkvilla socken, Småland)
Skärgöl är en sjö i Vetlanda kommun i Småland och ingår i Mörrumsåns huvudavrinningsområde. Sjön har en area på 0,0612 kvadratkilometer och ligger 215,7 meter över havet. Sjön avvattnas av vattendraget Käringabäcken.

## Delavrinningsområde
Skärgöl ingår i det delavrinningsområde (633620-144846) som SMHI kallar för Mynnar i Örken. Medelhöjden är 238 meter över havet och ytan är 6,69 kvadratkilometer. Det finns inga delavrinningsområden uppströms utan avrinningsområdet är högsta punkten. Käringabäcken som avvattnar avrinningsområdet har biflödesordning 2, vilket innebär att vattnet flödar genom totalt 2 vattendrag innan det når havet efter 164 kilometer. Delavrinningsområdet består mestadels av skog (66 %) och jordbruk (17 %). Avrinningsområdet har 0,52 kvadratkilometer vattenytor vilket ger det en sjöprocent på 7,7 %.